# Schizodactylus burmanus
Schizodactylus burmanus, vrsta kukca orthoptera u porodici Schizodactylidae. Opisao ga je v Uvarov 1935. Rasprostranjen je u tropskoj Aziji, Indokina (Burma).